# Tosashimizu
Tosashimizu (japanska: 土佐清水市?, Tosashimizu-shi) är en stad i sydvästra delen av Kōchi prefektur i Japan. Staden fick stadsrättigheter 1954.